# تمشک کبود (گروه)

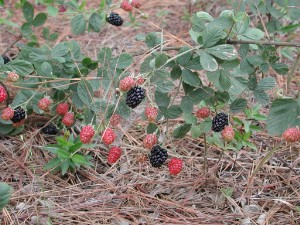
تمشک‌های کبود رسیده در پاملیکو، کارولینای جنوبی.

تمشک کبود نام گروهی از انواع گیاهان آویزگر از جنس Rubus است که سته‌های سیاه می‌دهند. گونه‌ای از آن که در اوراسیا می‌روید نام اصلی تمشک کبود را با خود دارد.